# Newton (Toponym)
Newton ist ein häufiger englischsprachiger Örtlichkeitsname (Toponym).

## Wortherkunft
Newton als Siedlungsname ist in heutigem Englisch new town, und heißt ‚neue Stadt‘, der Begriff findet sich schon altenglisch neowa tun, das noch vor dem 7. Jahrhundert zu sehen ist: die Orte Newton sind meist älter als die Orte Newtown. Die Endung -ton hat allgemein die Bedeutung ‚Ort‘ und ist sehr häufig.
Siehe: Planstadt, Neustadt, zu Siedlungsgeschichte, Namenkunde, anderssprachigen Varianten
Der Ortsname ist daher im gesamten englischsprachigen und britisch kolonisierten Raum verbreitet, allein auf den Britischen Inseln soll es an die 80 Siedlungen dieses Namens geben. Varianten sind  Naunton, Newington, Newnton, Niton, Nyton, allesamt in Südengland.
Auch als Herkunftsname ist der Siedlungsname reich schöpfend, es gibt weltweit etwa 100.000 Personen des Namens.
Siehe: Newton (Familienname)
Vereinzelt, insbesondere aber bei anderen geographischen Objekten, liegt meist eine Würdigung für den britischen Naturforscher Sir Isaac Newton (1643–1727) vor – dessen Nachname sich als Herkunftsname ebenso von einer Ortschaft (Newtons of Woolsthorpe Manor) ableitet.

## Varianten
- New Town, New City – Stadtgliederungsräume
- Newtown, Orte
- Newville, bedeutungsgleich

## Großbritannien

### England
- Newton (Cheshire)
- Newton (Dorset)
- Newton (East Cambridgeshire)
- Newton (Fenland)
- Newton (Lancashire)
- Newton (North Yorkshire)
- Newton (Nottinghamshire)
- Newton (Suffolk)
- Newton (Swansea)
- Newton (Warwickshire)

- Archdeacon Newton (County Durham)
- Hardhorn with Newton (Lancashire)
- Newton Abbot (Devon)
- Newton Aycliffe (County Durham)
- Newton Blossomville (Buckinghamshire)
- Newton-le-Willows (Lancashire)
- Newton Bromswold (Northamptonshire)
- Newton-by-the-Sea (Northumberland)
- Newton Harcourt (Leicestershire)
- Newton-in-Bowland (Lancashire)
- Newton-in-Furness (Cumbria)
- Newton-le-Willows (Merseyside)
- Newton-le-Willows (North Yorkshire)
- Newton Longville (Buckinghamshire)
- Newton under Roseberry (North Yorkshire)
- Newton with Scales (Lancashire)
- Walford, Letton and Newton (Herefordshire)

sowie:
- RAF Newton, Stützpunkt der Royal Air Force in Nottinghamshire

### Schottland
- Newton (Argyll and Bute)
- Newton (Äußere Hebriden), North Uist
- Newton (Midlothian)
- Newton (Scottish Borders)
- Newton (South Lanarkshire), Bahnstation
- Newton (West Lothian)
- Newton Mearns, East Renfrewshire
- Newton of Ardtoe, Highland
- Newton Stewart, Dumfries and Galloway
- Newton Wamphray, Dumfries and Galloway

### Wales
- Newton (Brecknockshire)
- Newton (Bridgend)
- Newton (Swansea)

## Kanada
- Newton (Edmonton), eine Neighborhood in Edmonton (Alberta)
- Newton Town Centre, ein Town Center in Surrey (British Columbia)
- Newton Mills (Nova Scotia)
- Newton (Pearth East, Ontario)

## Neuseeland
- Newton (Neuseeland)

## Vereinigte Staaten

### Orte
- Newton (Alabama), im Dale County
- Newton (Connecticut), im Fairfield County
- Newton (Georgia), im Baker County
- Newton (Illinois), im Jasper County
- Newton (Iowa), im Jasper County
- Newton (Kansas), im Harvey County
- Newton (Massachusetts), im Middlesex County
- Newton (Mississippi), im Newton County
- Newton (New Hampshire), im Rockingham County
- Newton (New Jersey), im Sussex County
- Newton (North Carolina), im Catawba County
- Newton (Texas), im Newton County
- Newton (Utah), im Cache County
- Newton (Manitowoc County, Wisconsin)
- Newton (Vernon County, Wisconsin)
- Newton (Town, Manitowoc County), Town(ship) in Wisconsin
- Newton (Town, Marquette County), Town(ship) in Wisconsin

Siehe auch:
- Newtonville
- Newton Township / County

### Verwaltungseinheiten
Countys:
- Newton County (Arkansas)
- Newton County (Georgia)
- Newton County (Indiana)
- Newton County (Mississippi)
- Newton County (Missouri)
- Newton County (Texas)

Townships:
- Newton Township (Arkansas)
- Newton Township (Illinois)
- Newton Township (Indiana)
- Newton Township (Buchanan County, Iowa)
- Newton Township (Carroll County, Iowa)
- Newton Township (Jasper County, Iowa)
- Newton Township (Winnebago County, Iowa)
- Newton Township (Kansas)
- Newton Township (Calhoun County, Michigan)
- Newton Township (Mackinac County, Michigan)
- Newton Township (Minnesota)
- Newton Township (Missouri)
- Newton Township (Licking County, Ohio)
- Newton Township (Miami County, Ohio)
- Newton Township (Muskingum County, Ohio)
- Newton Township (Pike County, Ohio)
- Newton Township (Trumbull County, Ohio)
- Newton Township (Pennsylvania)
- North Newton Township (Pennsylvania)
- South Newton Township (Pennsylvania)

### Sonstiges
- Newton Falls, Wasserfall in Ohio
- Newton Grove (North Carolina)

## Außerhalb der Erde
- Newton (Mondkrater), Krater des Erdmondes
- Newton (Mars), Krater des Mars